# Madhabi Mukherjee
Madhabi Mukherjee née Chakraborty est une actrice indienne née le 10 février 1942 à Calcutta. 

## Biographie
Madhabi Mukherjee est connue notamment pour son interprétation de Charu dans le film Charulata (1964) de Satyajit Ray d'après un roman de Rabindranath Tagore. Elle a obtenu le National Film Award for Best Actress pour le film Diba Ratrir Kabya. Elle a été une des interprètes dans de nombreux films bengalis.

## Filmographie partielle
- 1963 : La Grande Ville (Mahanagar) de Satyajit Ray : Arati Mazumder
- 1964 : Charulata de Satyajit Ray : Charulata
- 1965 : Le Lâche (Kapurush) de Satyajit Ray : Karuna Gupta
- 1965 : La Rivière Subarnarekha (Subarnarekha) de Ritwik Ghatak : Shita adulte
- 1970 : Diba Ratrir Kabya de Bimal Bhowmik et Narayan Chakraborty